# Candomblé

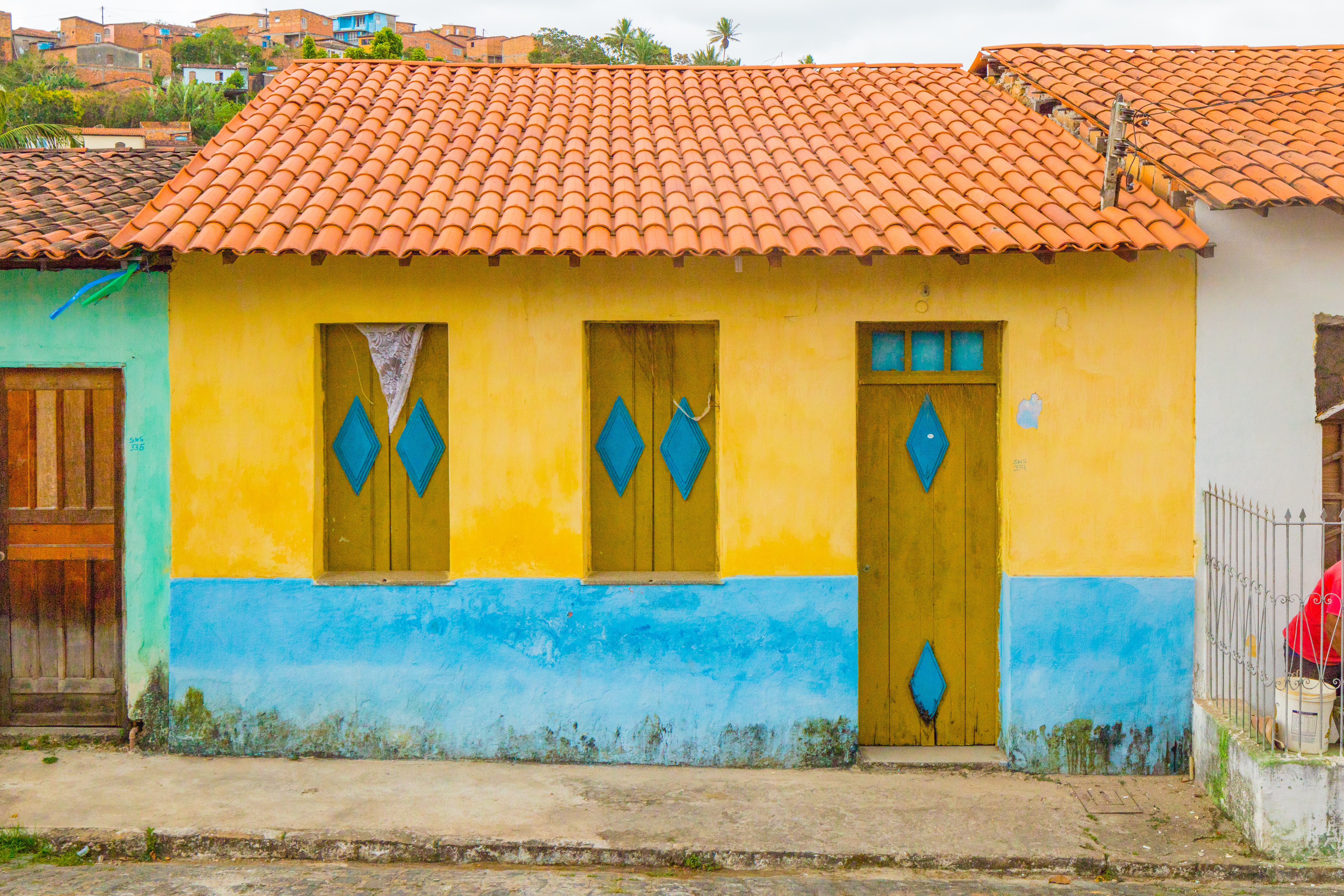
Một điểm đạo Terreiro Loba Nekun Filho

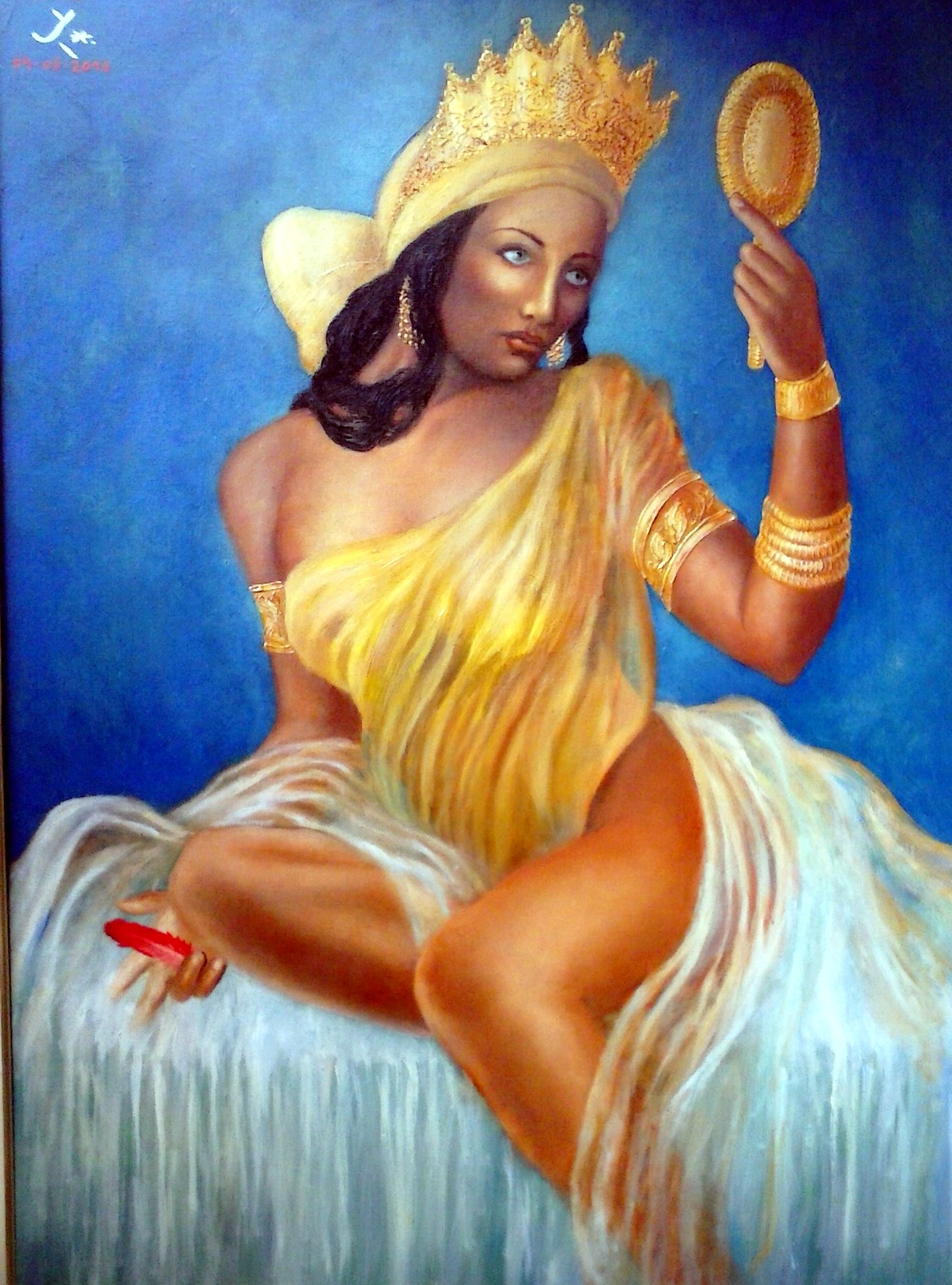
Nữ thần Oxum

Candomblé là một tôn giáo của người gốc châu Phi hải ngoại phát triển ở Brasil (Afro-Brazilian) trong thế kỷ XIX. Candomblé hình thành thông qua một quá trình hỗn dung tôn giáo (dung hợp) giữa một số tôn giáo, tín ngưỡng truyền thống của Tây Phi, đặc biệt là tôn giáo của người Yoruba, người Bantu và người Gbe và có một số ảnh hưởng của hình thức nghi lễ của Kitô giáo của Công giáo La Mã, tôn giáo này không tổ chức thành các giáo hội mà được tụ tập sinh hoạt quây quần tại các điểm đạo Terreiros (nhà ở). Thuật ngữ Candomblé có lẽ bắt nguồn từ Kandombele, một thuật ngữ bắt nguồn từ Bantu gọi các điệu nhảy, thuật ngữ này cũng được phát triển thành thuật ngữ Candombe, được sử dụng để mô tả một phong cách khiêu vũ giữa các cộng đồng gốc Phi ở Argentina và Uruguay. Nhà nhân chủng học Paul Christopher Johnson tuyên bố rằng ở cấp độ cơ bản nhất thì Candomblé có thể được định nghĩa là "việc thực hành các nghi lễ thông linh với Orixás", còn học giả Joana Bahia gọi nó là "tôn giáo của Orishas".

## Đặc trưng
Tôn giáo tín ngưỡng Candomblé liên quan đến việc tôn kính các linh hồn được gọi là Orixás, lấy tên và thuộc tính của họ từ các vị thần Tây Phi truyền thống, họ được đánh đồng (hoặc đồng nhất) với các vị thánh Công giáo La Mã. Nhiều câu chuyện thần thoại khác nhau được kể về những Orixás này được coi là một tùy tòng của một vị thần sáng tạo siêu việt là Oludumaré. Một truyền thống ban đầu, các thành viên của Candomblé thường gặp nhau trong những nhà thờ được gọi là Terreiros do các linh mục gọi là Babalorixás và các nữ tu gọi là Ialorixás là chủ sự. Một nghi lễ chủ đạo bao gồm các học viên đánh trống, ca hát và nhảy múa để cầu khuyến Orixas nhập vào những tín hữu và thông qua người bị chiếm hữu này, họ có thể giao tiếp trực tiếp với một vị thần. Lễ vật cho orixás bao gồm trái cây và động vật hiến tế. Lễ vật cũng được trao cho nhiều loại linh hồn khác, bao gồm Boiadero, Preto Velho, Caboclos và linh hồn của người chết là Egun. Một số hình thức bói toán được sử dụng để giải mã các thông điệp từ Orixás. Các nghi lễ chữa bệnh và chuẩn bị bùa hộ mệnh, thuốc thảo mộc và thuốc tắm cũng đóng một vai trò quan trọng.

## Lịch sử
Candomblé đã phát triển giữa các cộng đồng người Brazil gốc Phi trong bối cảnh buôn bán nô lệ ở Đại Tây Dương từ thế kỷ 16 đến thế kỷ 19. Tín ngưỡng này đã phát sinh thông qua sự pha trộn của các tôn giáo truyền thống được đưa đến Brazil bởi những người Tây và Trung Phi bị bắt làm nô lệ, phần lớn trong số họ là người Yoruba, người Fon và người Bantu, và các giáo lý Công giáo La Mã của thực dân Bồ Đào Nha, những người sau đó kiểm soát khu vực này. Tôn giáp này chủ yếu hợp nhất ở vùng Bahia trong thế kỷ 19. Ở những nơi, nó hợp nhất với một tôn giáo người Brazil gốc Phi khác, Umbanda. Đây là cách người nô lệ bảo tồn được bản sắc tín ngưỡng của mình thông qua việc đưa những vị thần của mình vào hình hài của những vị Thánh Công giáo vốn được những kẻ thực dân châu Âu bảo trợ do cùng tín ngưỡng.
Sau khi Brazil giành độc lập khỏi Bồ Đào Nha, hiến pháp năm 1891 tôn vinh quyền tự do tôn giáo ở quốc gia này, mặc dù Candomblé vẫn bị gạt ra ngoài lề bởi cơ sở Công giáo La Mã, vốn thường gắn nó với tội phạm. Vào thế kỷ 20, làn sóng di cư ngày càng tăng từ Bahia đã lan rộng Candomblé khắp Brazil và nước ngoài. Cuối thế kỷ XX chứng kiến mối liên hệ ngày càng tăng giữa Candomblé và các truyền thống liên quan ở Tây Phi và Châu Mỹ, chẳng hạn như Santería của Cuba và Haiti Vodou. Kể từ cuối thế kỷ 20, một số học viên đã nhấn mạnh quá trình tái châu Phi hóa để loại bỏ ảnh hưởng của Công giáo La Mã và tạo ra các hình thức Candomblé gần gũi hơn với tôn giáo truyền thống của Tây Phi. Nhiều tôn giáo khác nhau ở châu Mỹ phát sinh thông qua sự pha trộn và dung hợp giữa các tôn giáo truyền thống Tây Phi với Công giáo La Mã do có chung nguồn gốc, chẳng hạn như Santería ở Cuba và Vodou Haiti đã được mô tả là "tôn giáo chị em" của Candomblé.

## Chú thích

Nữ thần Oxum

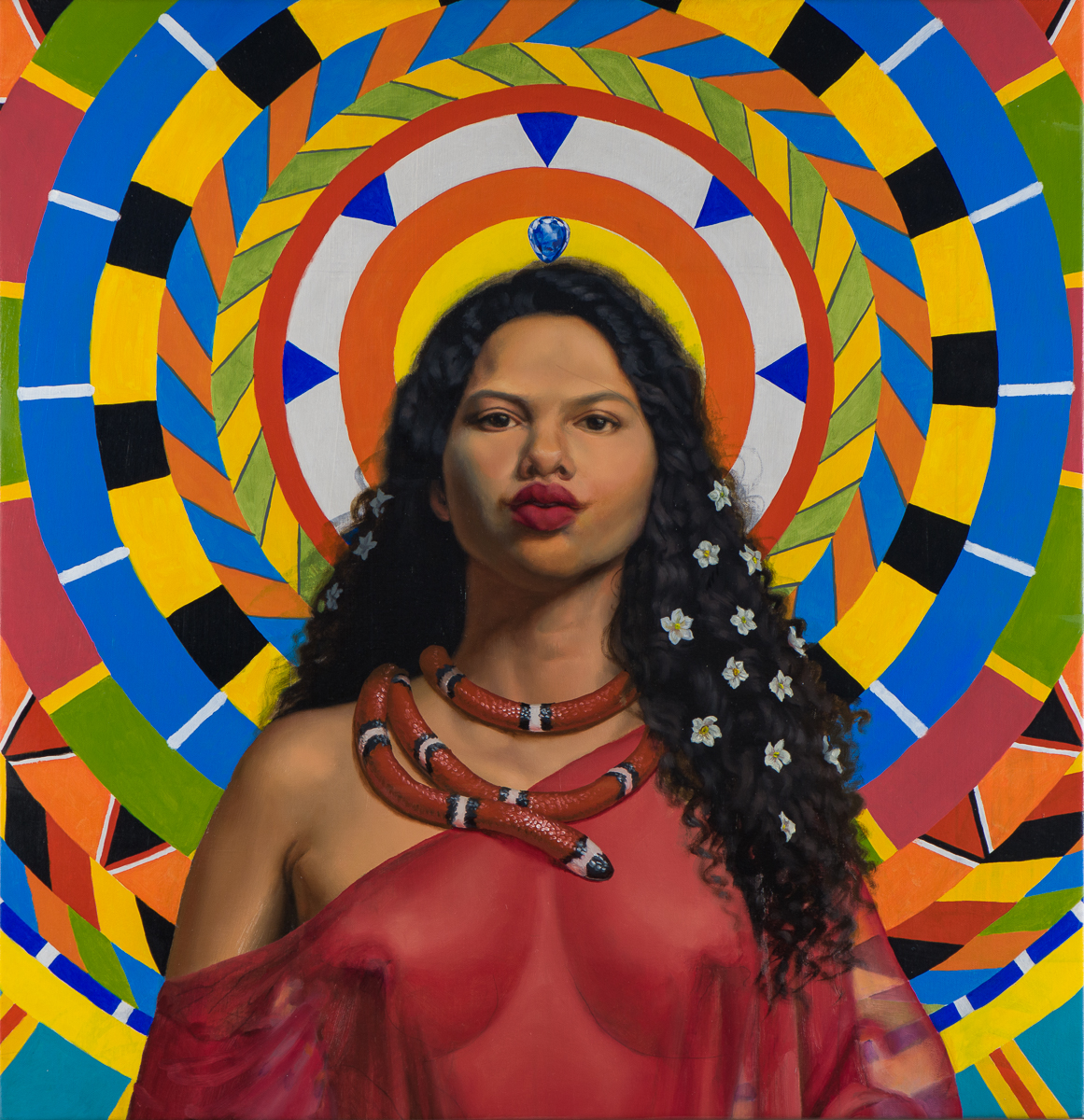
Nữ thần Ewá

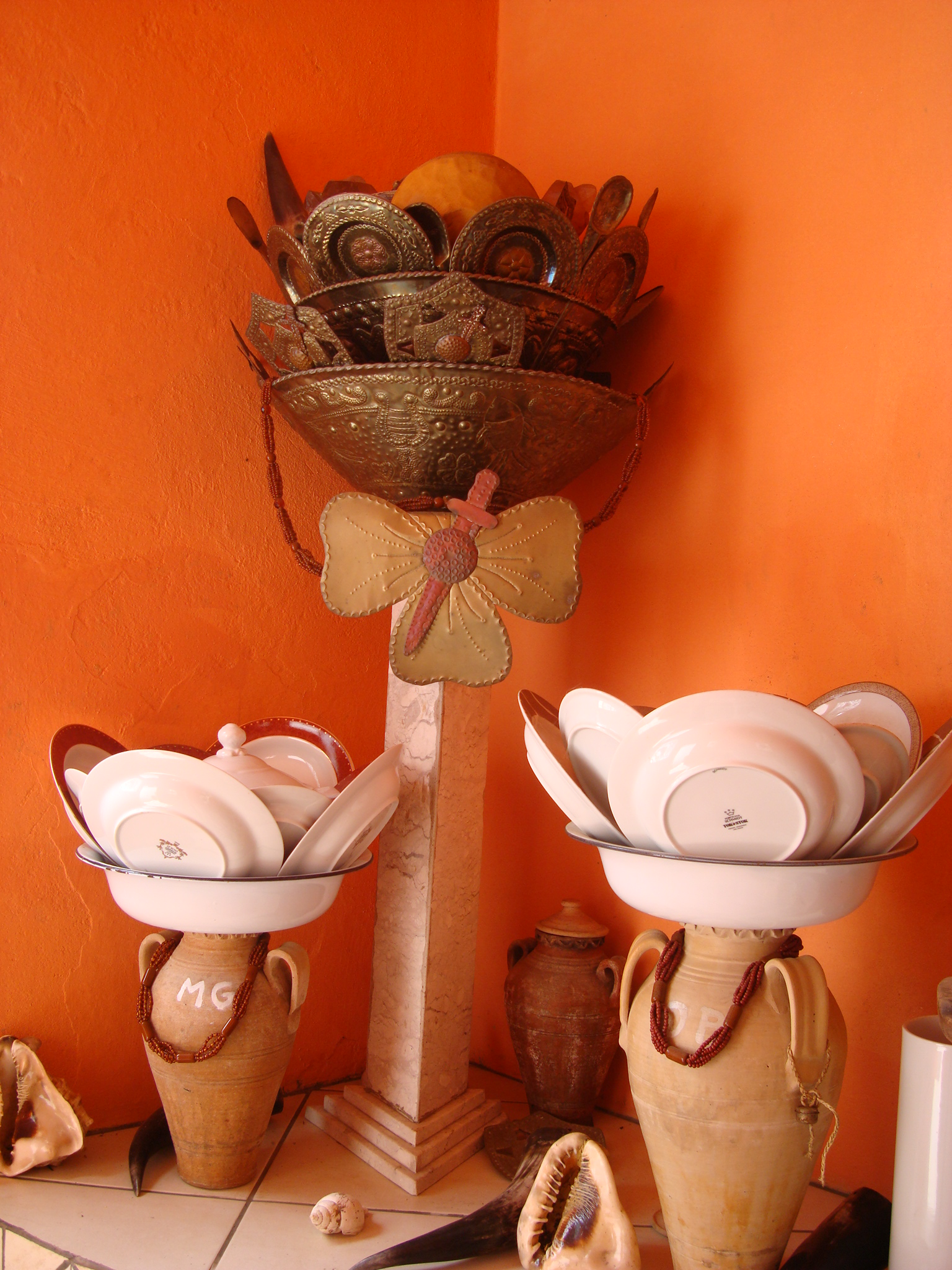
Đồ cúng